# Àlex Pastor
Alejandro Pastor López (Badalona, Barcelona, 17 de julio de 1979), conocido como Àlex Pastor, es un político español, exconcejal del Partido de los Socialistas de Cataluña y exalcalde de Badalona, cuya corporación municipal presidió desde junio de 2018 hasta abril de 2020.

## Biografía
Diplomado en Relaciones Laborales y licenciado en Ciencias del Trabajo fue miembro de la Asociación de Jóvenes Estudiantes de Cataluña en Badalona, implicándose a los movimientos sindicales y asociativos de la ciudad, militante así mismo a Juventud Socialista de Cataluña, donde poco a poco fue ascendiendo hasta el cargo de primer secretario local. Antes de dedicarse plenamente en la vida municipal fue funcionario, trabajador del Instituto Municipal de Promoción de la Ocupación (IMPO), hasta el 1995 cuando fue incluido por primera vez en una lista electoral.
A pesar de solo tener tres concejales, accedió al cargo de alcalde el 20 de junio de 2018 después de una moción de censura contra la anterior alcaldesa, Dolors Sabater, contando con el apoyo del Partido Popular y Ciudadanos, derivada de la pérdida de la cuestión de confianza ligada a la aprobación de la propuesta de presupuesto municipal del anterior gobierno encabezado por Guanyem Badalona en Comú.
Tras las elecciones municipales de 2019 el PSC quedó en tercera posición, pero tras un pacto unos minutos antes del pleno, Àlex Pastor recibió el apoyo de Guanyem Badalona en Comú, Badalona en Comú y Junts per Catalunya para evitar que Xavier García Albiol volviera a ser alcalde.
El 21 de abril de 2020, durante el estado de alarma decretado por el gobierno de España, debido a la crisis sanitaria provocada por la  COVID-19, Pastor fue detenido por los Mozos de Escuadra por no respetar el confinamiento, tras haber dado el alto a su vehículo que circulaba haciendo eses. El alcalde de Badalona mostraba signos evidentes de embriaguez y tras haberse negado a realizar el test de alcoholemia y haberse resistido a la autoridad, llegando incluso a morder a uno de los agentes, resultó detenido por atentado a la autoridad. Ante la gravedad de la situación, el PSC le suspendió de su militancia en el partido y le instó a renunciar a todos sus cargos públicos. El propio Pastor terminó dimitiendo por carta el día 22 de abril de 2020, siendo sustituido por la primera teniente de alcalde Aïda Llauradó de Badalona En Comú Podem como alcaldesa accidental. Finalmente, el 12 de mayo de 2020, el popular Xavier García Albiol, es investido alcalde en la sesión de investidura, al ser la candidatura más votada, tras no alcanzar ningún candidato la mayoría absoluta requerida.